# Goran Ivanišević
Goran Ivanišević (Split, 13. rujna 1971.) je umirovljeni hrvatski tenisač, do 2021. bio je jedini Hrvat koji je osvojio Wimbledon (2001.). Također je i jedini tenisač u povijesti koji je pobijedio na Wimbledonu s pozivnicom, kao i tenisač s najnižim plasmanom u vrijeme pobjede - 125. Nakon pobjede, skočio je na 16. mjesto. Bio je članom hrvatske teniske reprezentacije prilikom osvajanja Davis Cupa 2005. godine. Također ima dvije brončane medalje s OI 1992. u Barceloni (pojedinačno i u paru s Goranom Prpićem). Najviši plasman karijere na ljestvici tenisača bilo mu je drugo mjesto, ostvareno 1994. godine.
Ivanišević se tenisom počeo baviti na splitskim Firulama, na poticaj oca Srđana. Profesionalnu je karijeru započeo 1988. godine. Ukupno je osvojio 22 ATP turnira u pojedinačnoj konkurenciji te još 10 u konkurenciji parova, čime je najuspješniji hrvatski tenisač u povijesti. U Wimbledonu je, osim naslova 2001., ubilježio i tri finala (1992., 1994. i 1998.) te dva polufinala (1990. i 1995.), a polufinale je ostvario i 1996. na US Openu. Umirovio se nakon poraza u 3. kolu Wimbledona 2004. godine. Nakon svršetka karijere povremeno nastupa na seniorskom ATP Champions Touru.
Ivanišević je skrenuo pažnju međunarodne teniske javnosti na rat u Hrvatskoj tijekom turnira u Wimbledonu 1991. godine, kada je oštro osudio agresiju i tražio pomoć međunarodne zajednice. Na Olimpijskim igrama u Barceloni 1992. godine Hrvatska je po prvi puta samostalno nastupila, a Ivanišević je tom prilikom osvojio dvije medalje za svoju domovinu, što je u času nakon osamostaljenja bio ogroman motiv i poticaj.
Ivanišević je i danas jedan od napoznatijih i najpopularnijih hrvatskih športaša u zemlji i svijetu. Tome je zasigurno pridonijelo i njegovo često nekonvencionalno ponašanje, zabavne konferencije za tisak te brojne aktivnosti van tenisa, primjerice nastup i pogodak za hrvatsku nogometnu reprezentaciju na oproštaju Zvonimira Bobana 2002. godine.
Godine 1992. bio je dobitnikom Državne nagrade za šport "Franjo Bučar", a pet puta je osvajao naslov sportaša godine Sportskih novosti.

## Teniska karijera
Profesionalno se počeo baviti tenisom 1988. godine. Iste godine osvaja svoj prvi naslov u paru s Nijemcem Rüdigerom Haasom. Značajnije uspjehe u tenisu bilježi od 1990. godine. Na Roland Garrosu je izbacio Borisa Beckera i probio se do četvrtfinala. Na istom turniru je u paru s Čehom Kordom stigao do finala. Par tjedana kasnije igra polufinale Wimbledona gdje gubi od Beckera. Becker je tada predvidio da će Goran u budućnosti postati wimbledonski pobjednik. Iste godine Goran osvaja Stuttgart i pomaže Jugoslaviji osvojiti Svjetski momčadski kup. 
Ivanišević je ubrzo postao poznat po svojoj napadačkoj igri i izrazito jakom servisu. Za nekoliko godina postao je vodeći na listi tenisača s najviše neobranjenih servisa na ATP turnirima.
Godine 1992. Ivanišević igra finale Wimbledona gdje ga je čekao Andre Agassi. Izgubio je 3:2 u setovima. Te godine, nastupajući po prvi puta za neovisnu Hrvatsku na Olimpijskim igrama u Barceloni, osvaja 2 brončane medalje - U pojedinačnoj konkurenciji i u paru s Goranom Prpićem.
Već 1994. igra svoje drugo finale Wimbledona. Bolji od njega je Pete Sampras s 3:0.
Godine 1995. osvaja Grand Slam Kup pobijedivši u finalu Todda Martina s 3:0. Goran nastavlja sa sjajnim igrama u Wimbledonu. Probija se u polufinale, ali ga je pobijedio Sampras s 3:2 u setovima.
Tijekom 1996. osvaja 5 turnira i ponovo igra finala Grand Slam Kupa, ali ovog puta gubi u finalu od Beckera. Sezonu je završio osvajanjem Hopman Cupa u paru s Ivom Majoli.
Godine 1998. godine ponovo igra finale Wimbledona, njegovo treće. Ali i ovog puta Sampras je bio uspješniji s 3:2. Nakon ovog izgubljenog finala, mnogi su bili sumnjičavi u njegovu izjavu da će jednom postati vimbldonski pobjednik.
Tijekom 1999., 2000. i 2001., zbog ozljede ramena propušta brojne turnire, pa mu opada ranking, pa je u ljeto 2001. godine bio 125. igrač svijeta. Taj plasman nije bio dovoljan da se izravno plasira na Wimbledon, pa mu organizatori dodjeljuju pozivnicu. Protivno svim očekivanjima, Ivanišević se probija do finala gdje ga je čekao Patrick Rafter. U vrlo izjednačenom finalu slavio je Goran s 6:3, 3:6, 6:3, 2:6, 9:7 i tako postao igrač s najnižim rankingom u povijesti i prvi igrač s pozivnicom koji je osvojio ovaj prestižni turnir. Dan nakon osvajanja Wimbledona priređen mu je veliki doček na splitskoj Rivi. Nakon Wimbledona povukao se iz tenisa radi operacije ramena. Vratio se 2004. godine kako bi još jednom nastupio na Wimbledonu. Izgubio je od Lleytona Hewitta u 3. kolu.
Godine 2005. Goran je bio član hrvatskog Davis Cup tima koji je Hrvatska osvojila u finalu protiv Slovačke u Bratislavi.
Dugo je bio svjetski rekorder po broju asova. U čak četiri sezone postigao ih je više od 1000 (1994., 1996., 1997. i 1998.), a najviše 1996. godine - 1477 asova. Samo je četvero tenisača osim njega uspjelo postići više od 1000 asova u sezoni (Sampras, Rodick, Karlović i Isner).
Završio je profesionalnu karijeru s 22 pojedinačna naslova i 9 naslova u paru.

## Život nakon profesionalnog tenisa
U periodu između 2010. i 2016. godine trenirao je hrvatskog tenisača Marina Čilića s kojim je osvojio US Open 2014. godine te nakon toga kratko vrijeme češkog tenisača Tomáša Berdycha.
Dana 17. srpnja 2019. godine, Ivanišević se još jednom suočio s Patom Rafterom na ekshibicijskom meču Croatia Opena u Umagu, kako bi proslavili 18. rođendan poznatog finala Wimbledona 2001. godine. Ivanišević ponovno je pobijedio Raftera 6–4, 6–4. 30. lipnja iste godine, objavljeno je kako je Ivanišević postao novi trener srbijanskog tenisača Novaka Đokovića, a 2021. godine Goran Ivanišević je ušao u međunarodnu tenisku Kuću slavnih.

## Grand Slam

#### Pojedinačno: 4 (1 naslov, 3 finala)
| Ishod   | Godina | Turnir    | Podloga | Finalist       | Rezultat                           |
| poraz   | 1992.  | Wimbledon | trava   | Andre Agassi   | 7:6(10:8), 4:6, 4:6, 6:1, 4:6      |
| poraz   | 1994.  | Wimbledon | trava   | Pete Sampras   | 6:7(2:7), 6:7(5:7), 0:6            |
| poraz   | 1998.  | Wimbledon | trava   | Pete Sampras   | 7:6(7:2), 6:7(9:11), 4:6, 6:3, 2:6 |
| pobjeda | 2001.  | Wimbledon | trava   | Patrick Rafter | 6:3, 3:6, 6:3, 2:6, 9:7            |

#### Parovi: 2 (2 finala)
| Ishod | Godina | Turnir              | Podloga | Suigrač      | Finalisti                    | Rezultat |
| poraz | 1990.  | Roland Garros (1/2) | zemlja  | Petr Korda   | Sergio Casal Emilio Sánchez  | 5:7, 3:6 |
| poraz | 1999.  | Roland Garros (2/2) | zemlja  | Jeff Tarango | Mahesh Bhupathi Leander Paes | 2:6, 5:7 |

## Super 9/Masters Serija

#### Pojedinačno: 7 (2 od 7)
| Ishod   | Godina | Turnir    | Podloga         | Finalist        | Rezultat                     |
| pobjeda | 1992.  | Stockholm | tapet (dvorana) | Guy Forget      | 7:6(7:2), 4:6, 7:6(7:5), 6:2 |
| poraz   | 1993.  | Rim       | zemlja          | Jim Courier     | 1:6, 2:6, 2:6                |
| poraz   | 1993.  | Stockholm | tapet (dvorana) | Michael Stich   | 6:4, 6:7(6:8), 6:7(3:7), 2:6 |
| pobjeda | 1993.  | Paris     | tapet (dvorana) | Andrij Medvedev | 6:4, 6.2, 7:6(7:2)           |
| poraz   | 1994.  | Stockholm | tapet (dvorana) | Boris Becker    | 6:4, 4:6, 3:6, 6:7(4:7)      |
| poraz   | 1995.  | Hamburg   | zemlja          | Andrij Medvedev | 3–6, 2–6, 1–6                |
| poraz   | 1996.  | Miami     | tvrda           | Andre Agassi    | 0:3 predaja                  |

## ATP finala

### Pojedinačno (22:27)
| Legenda                       |
| Grand Slam (1:3)              |
| Tenis Masters Kup (0:0)       |
| Grand Slam Kup (1:1)          |
| ATP Masters Serija (2:5)      |
| ATP Championship Serija (7:5) |
| ATP World Serija (11:13)      |

| Naslovi prema podlozi |
| tvrda (3:8)           |
| trava (2:4)           |
| zemlja (3:6)          |
| tapet (14:9)          |

| Ishod   | Rb. | Nadnevak            | Turnir                            | Podloga         | Finalist               | Rezultat                           |
| ------- | --- | ------------------- | --------------------------------- | --------------- | ---------------------- | ---------------------------------- |
| poraz   | 1.  | 22. svibnja 1989.   | Firenca, Italija                  | zemlja          | Horacio de la Peña     | 4:6, 3:6                           |
| poraz   | 2.  | 14. svibnja 1990.   | Umag, Hrvatska                    | zemlja          | Goran Prpić            | 3:6, 6:4, 4:6                      |
| pobjeda | 1.  | 16. srpnja 1990.    | Stuttgart, Njemačka               | zemlja          | Guillermo Pérez Roldán | 6:7(2:7), 6:1, 6:4, 7:6(7:5)       |
| poraz   | 3.  | 20. kolovoza 1990.  | Long Island, SAD                  | tvrda           | Stefan Edberg          | 6:7(3:7), 3:6                      |
| poraz   | 4.  | 10. rujna 1990.     | Bordeaux, Francuska               | zemlja          | Guy Forget             | 4:6, 3:6                           |
| poraz   | 5.  | 24. rujna 1990.     | Basel, Švicarska                  | tapet (dvorana) | John McEnroe           | 7:6(7:3), 6:4, 6:7(4:7), 3:6, 4:6  |
| pobjeda | 2.  | 17. lipnja 1991.    | Manchester, UK                    | trava           | Pete Sampras           | 6:4, 6:4                           |
| poraz   | 6.  | 12. kolovoza 1991.  | New Haven, SAD                    | tvrda           | Petr Korda             | 4:6, 2:6                           |
| pobjeda | 3.  | 30. prosinca 1991.  | Adelaide, Australia               | tvrda           | Christian Bergström    | 1:6, 7:6(7:5), 6:4                 |
| poraz   | 7.  | 3. veljače 1992.    | Milan, Italija                    | tapet (dvorana) | Omar Camporese         | 6:3, 3:6, 4:6                      |
| pobjeda | 4.  | 17. veljače 1992.   | Stuttgart, Njemačka               | tapet (dvorana) | Stefan Edberg          | 6:7(5:7), 6:3, 6:4, 6:4            |
| poraz   | 8.  | 2. lipnja 1992.     | Wimbledon, London                 | trava           | Andre Agassi           | 7:6(10:8), 4:6, 4:6, 6:1, 4:6      |
| pobjeda | 5.  | 5. listopada 1992.  | Sydney, Australia                 | tvrda (dvorana) | Stefan Edberg          | 6:4, 6:2, 6:4                      |
| pobjeda | 6.  | 26. listopada 1992. | Stockholm, Švedska                | tapet (dvorana) | Guy Forget             | 7:6(7:2), 4:6, 7:6(7:5), 6:2       |
| poraz   | 9.  | 4. siječnja 1993.   | Doha, Katar                       | tvrda           | Boris Becker           | 6:7(4:7), 6:4, 5:7                 |
| poraz   | 10. | 10. svibnja 1993.   | Rim, Italija                      | zemlja          | Jim Courier            | 1:6, 2:6, 2:6                      |
| pobjeda | 7.  | 13. rujna 1993.     | Bukurešt, Rumunjska               | zemlja          | Andrei Cherkasov       | 6:2, 7:6(7:5)                      |
| pobjeda | 8.  | 18. listopada 1993. | Beč, Austrija                     | tapet (dvorana) | Thomas Muster          | 4:6, 6:4, 6:4, 7:6(7:3)            |
| poraz   | 11. | 25. listopada 1993. | Stockholm, Švedska                | tapet (dvorana) | Michael Stich          | 6:4, 6:7(6:8), 6:7(3:7), 2:6       |
| pobjeda | 9.  | 1. studenog 1993.   | Paris, Francuska                  | tapet (dvorana) | Andrei Medvedev        | 6:4, 6:2, 7:6(7:2)                 |
| poraz   | 12. | 14. veljače 1994.   | Stuttgart, Njemačka               | tapet (dvorana) | Stefan Edberg          | 6:4, 4:6, 2:6, 2:6                 |
| poraz   | 13. | 20. lipnja 1994.    | Wimbledon, London                 | trava           | Pete Sampras           | 6:7(2:7), 6:7(5:7), 0:6            |
| pobjeda | 10. | 1. kolovoza 1994.   | Kitzbühel, Austrija               | zemlja          | Fabrice Santoro        | 6:2, 4:6, 4:6, 6:3, 6:2            |
| poraz   | 14. | 12. rujna 1994.     | Bukurešt, Rumunjska               | zemlja          | Franco Davín           | 2:6, 4:6                           |
| pobjeda | 11. | 10. listopada 1994. | Tokio, Japan                      | tapet (dvorana) | Michael Chang          | 6:4, 6:4                           |
| poraz   | 15. | 24. listopada 1994. | Stockholm, Švedska                | tapet (dvorana) | Boris Becker           | 6:4, 4:6, 3:6, 6:7(4:7)            |
| poraz   | 16. | 8. svibnja 1995.    | Hamburg, Njemačka                 | zemlja          | Andrei Medvedev        | 3:6, 2:6, 1:6                      |
| pobjeda | 12. | 5. prosinca 1995.   | Grand Slam Kup, München, Njemačka | tapet (dvorana) | Todd Martin            | 7:6(7:4), 6:3, 6:4                 |
| poraz   | 17. | 8. siječnja 1996.   | Sydney, Australia                 | tvrda           | Todd Martin            | 7:5, 3:6, 4:6                      |
| pobjeda | 13. | 29. siječnja 1996.  | Zagreb, Hrvatska                  | tapet (dvorana) | Cédric Pioline         | 3:6, 6:3, 6:2                      |
| pobjeda | 14. | 12. veljače 1996.   | Dubai, UAE                        | tvrda           | Albert Costa           | 6:4, 6:3                           |
| poraz   | 18. | 19. veljače 1996.   | Antwerp, Belgija                  | tapet (dvorana) | Michael Stich          | 3:6, 2:6, 6:7(5:7)                 |
| pobjeda | 15. | 26. veljače 1996.   | Milan, Italija                    | tapet (dvorana) | Marc Rosset            | 6:3, 7:6(7:3)                      |
| pobjeda | 16. | 4. ožujka 1996.     | Rotterdam, Nizozemska             | tapet (dvorana) | Jevgenij Kafeljnikov   | 6:4, 3:6, 6:3                      |
| poraz   | 19. | 18. ožujka 1996.    | Miami Masters, SAD                | tvrda           | Andre Agassi           | 0–3, pred.                         |
| poraz   | 20. | 12. kolovoza 1996.  | Indianapolis, SAD                 | tvrda           | Pete Sampras           | 6:7(3:7), 5:7                      |
| pobjeda | 17. | 4. studenog 1996.   | Moskva, Rusija                    | tapet (dvorana) | Jevgenij Kafeljnikov   | 3:6, 6:1, 6:3                      |
| poraz   | 21. | 3. prosinca 1996.   | Grand Slam Cup, München, Njemačka | tapet (dvorana) | Boris Becker           | 3:6, 4:6, 4:6                      |
| pobjeda | 18. | 27. siječnja 1997.  | Zagreb, Hrvatska                  | tapet (dvorana) | Greg Rusedski          | 7:6(7:4), 4:6, 7:6(8:6)            |
| poraz   | 22. | 10. veljače 1997.   | Dubai, UAE                        | tvrda           | Thomas Muster          | 5:7, 6:7(3:7)                      |
| pobjeda | 19. | 24. veljače 1997.   | Milan, Italija                    | tapet (dvorana) | Sergi Bruguera         | 6:2, 6:2                           |
| poraz   | 23. | 9. lipnja 1997.     | Queen's Club, UK                  | trava           | Mark Philippoussis     | 5:7, 3:6                           |
| pobjeda | 20. | 6. listopada 1997.  | Beč, Austrija                     | tapet (dvorana) | Greg Rusedski          | 3:6, 6:7(4:7), 7:6(7:4), 6:2, 6:3  |
| pobjeda | 21. | 2. veljače 1998.    | Split, Hrvatska                   | tapet (dvorana) | Greg Rusedski          | 7:6(7:3), 7:6(7:5)                 |
| poraz   | 24. | 22. lipnja 1998.    | Wimbledon, London                 | trava           | Pete Sampras           | 7:6(7:2), 6:7(9:11), 4:6, 6:3, 2:6 |
| poraz   | 25. | 17. kolovoza 1998.  | New Haven, SAD                    | tvrda           | Karol Kučera           | 4:6, 7:5, 2:6                      |
| poraz   | 26. | 5. listopada 1998.  | Shanghai, Kina                    | tapet           | Michael Chang          | 6:4, 1:6, 2:6                      |
| poraz   | 27. | 9. studenog 1998.   | Moskva, Rusija                    | tapet           | Jevgenij Kafeljnikov   | 6:7(2:7), 6:7(5:7)                 |
| pobjeda | 22. | 25. lipnja 2001.    | Wimbledon, London                 | trava           | Patrick Rafter         | 6:3, 3:6, 6:3, 2:6, 9:7            |

### Parovi (9:10)
| Legenda (prije/poslije 2009.)      |
| Grand Slam turniri (0:2)           |
| Tenis Masters Kup (0:0)            |
| ATP Masters serija (1:0)           |
| ATP Međunarodna zlatna serija(1:4) |
| ATP Međunarodna serija (7:4)       |

| Finala prema podlozi |
| tvrda (3:3)          |
| zemlja (1:5)         |
| trava (1:1)          |
| tapet (4:1)          |

| Ishod   | Rb. | Nadnevak            | Turnir                          | Podloga         | Suigrač         | Finalisti                           | Rezultat      |
| pobjeda | 1.  | 17. listopada 1988. | Frankfurt, Njemačka             | tapet (dvorana) | Rudiger Haas    | Jeremy Bates Tom Nijssen            | 1:6, 7:5, 6:3 |
| poraz   | 1.  | 2. listopada 1989.  | Palermo, Italija                | zemlja          | Diego Nargiso   | Peter Ballauff Rudiger Haas         | 2:6, 7:6, 4:6 |
| poraz   | 2.  | 19. veljače 1990.   | Brussels, Belgija               | tapet (dvorana) | Balázs Taróczy  | Emilio Sánchez Slobodan Živojinović | 5:7, 3:6      |
| poraz   | 3.  | 11. lipnja 1990.    | Roland Garros, Pariz, Francuska | zemlja          | Petr Korda      | Sergio Casal Emilio Sánchez         | 5:7, 3:6      |
| poraz   | 4.  | 20. kolovoza 1990.  | New Haven, SAD                  | tvrda           | Petr Korda      | Jeff Brown Scott Melville           | 5:7, 6:7      |
| pobjeda | 2.  | 4. veljače 1991.    | Milan, Italija                  | tapet (dvorana) | Omar Camporese  | Cyril Suk Tom Nijssen               | 6:4, 7:6      |
| pobjeda | 3.  | 13. svibnja 1991.   | Rim, Italija                    | zemlja          | Omar Camporese  | Laurie Warder Luke Jensen           | 6:2, 6:3      |
| pobjeda | 4.  | 17. lipnja 1991.    | Manchester, UK                  | trava           | Omar Camporese  | Andrew Castle Nick Brown            | 6:4, 6:3      |
| poraz   | 5.  | 22. srpnja 1991.    | Stuttgart, Njemačka             | zemlja          | Omar Camporese  | Wally Masur Emilio Sánchez          | 6:2, 3:6, 4:6 |
| pobjeda | 5.  | 30. prosinca 1991.  | Adelaide, Australia             | tvrda           | Marc Rosset     | Mark Kratzmann Jason Stoltenberg    | 7:6, 7:6      |
| poraz   | 6.  | 15. lipnja 1992.    | Queen's Club, UK                | trava           | Diego Nargiso   | John Fitzgerald Anders Järryd       | 4:6, 6:7      |
| poraz   | 7.  | 17. travnja 1995.   | Barcelona, Španjolska           | zemlja          | Andrea Gaudenzi | Trevor Kronemann David Macpherson   | 2:6, 4:6      |
| poraz   | 8.  | 7. kolovoza 1995.   | Los Angeles, SAD                | tvrda           | Scott Davis     | Brent Haygarth Kent Kinnear         | 4:6, 5:7      |
| pobjeda | 6.  | 11. rujna 1995.     | Bordeaux, Francuska             | tvrda           | Saša Hiršzon    | Henrik Holm Danny Sapsford          | 6:3, 6:4      |
| pobjeda | 7.  | 26. veljače 1996.   | Milan, Italija                  | tapet (dvorana) | Andrea Gaudenzi | Jakob Hlasek Guy Forget             | 6:4, 7:5      |
| pobjeda | 8.  | 27. siječnja 1997.  | Zagreb, Hrvatska                | tapet (dvorana) | Saša Hiršzon    | Brent Haygarth Mark Keil            | 6:4, 6:3      |
| pobjeda | 9.  | 10. veljače 1997.   | Dubai, UAE                      | tvrda           | Sander Groen    | Sandon Stolle Cyril Suk             | 7:6, 6:3      |
| poraz   | 9.  | 7. lipnja 1999.     | Roland Garros, Pariz, Francuska | zemlja          | Jeff Tarango    | Mahesh Bhupathi Leander Paes        | 2:6, 5:7      |
| poraz   | 10. | 2. kolovoza 1999.   | Los Angeles, SAD                | tvrda           | Brian MacPhie   | Byron Black Wayne Black             | 2:6, 6:7      |

## Nastupi na Grand Slam turnirima

### Pojedinačno
| Turnir          | 1988. | 1989. | 1990. | 1991. | 1992. | 1993. | 1994. | 1995. | 1996. | 1997. | 1998. | 1999. | 2000. | 2001. | 2002. | 2003. | 2004. | Naslovi |
| Australian Open | –     | ČZ    | 1K    | 3K    | 2K    | –     | ČZ    | 1K    | 3K    | ČZ    | 1K    | –     | 2K    | –     | 2K    | –     | –     | 0       |
| Roland Garros   | –     | 4K    | ČZ    | 2K    | ČZ    | 3K    | ČZ    | 1K    | 4K    | 1K    | 1K    | 1K    | 1K    | –     | –     | –     | –     | 0       |
| Wimbledon       | 1K    | 2K    | PZ    | 2K    | Z     | 3K    | Z     | PZ    | ČZ    | 2K    | Z     | 4K    | 1K    | P     | –     | –     | 3K    | 1       |
| US Open         | –     | 2K    | 3K    | 4K    | 3K    | 2K    | 1K    | 1K    | PZ    | 1K    | 4K    | 3K    | 1K    | 3K    | –     | –     | –     | 0       |

### Parovi
| Turnir          | 1989. | 1990. | 1991. | 1992. | 1993. | 1994. | 1995. | 1996. | 1997. | 1998. | 1999. | 2000. | Naslovi |
| Australian Open | 1K    | 2K    | 1K    | 1K    | –     | 2K    | –     | –     | 1K    | 1K    | –     | 1K    | 0       |
| Roland Garros   | 3K    | Z     | 2K    | 1K    | ČZ    | –     | –     | –     | 1K    | 1K    | Z     | 2K    | 0       |
| Wimbledon       | 3K    | 1K    | 2K    | 1K    | 3K    | –     | –     | –     | –     | –     | –     | –     | 0       |
| US Open         | 3K    | 2K    | 2K    | 2K    | 2K    | –     | –     | 2K    | ČZ    | 1K    | 1K    | –     | 0       |

 1K – prvi krug, 2K – drugi krug, 3K – treći krug, 4 K – četvrti krug, ČZ – četvrtzavršnica, PZ – poluzavršnica, Z – završnica, P - pobjeda. 

## Zarađeni novac
| Godina   | Dobio turnira | Zarađeni novac (USD) | Poredak po zaradi |
| -------- | ------------- | -------------------- | ----------------- |
| 1988.    | 0             |                      | nema podataka     |
| 1989.    | 0             |                      | nema podataka     |
| 1990.    | 1             |                      | nema podataka     |
| 1991.    | 1             |                      | nema podataka     |
| 1992.    | 4             |                      | nema podataka     |
| 1993.    | 3             |                      | nema podataka     |
| 1994.    | 2             |                      | nema podataka     |
| 1995.    | 1             |                      | nema podataka     |
| 1996.    | 5             |                      | nema podataka     |
| 1997.    | 3             | 1 458 257            | 10                |
| 1998.    | 1             | 1 541 177            | 10                |
| 1999.    | 0             | 455 130              | 48                |
| 2000.    | 0             | 234 736              | 92                |
| 2001.    | 1             | 1 215 040            | 9                 |
| 2002.    | 0             | 66 018               | 206               |
| 2003.    | 0             | 20 725               | 370               |
| 2004.    | 0             | 107 216              | 171               |
| Karijera | 22            | 19 876 579           | 8                 |

## Trenerska karijera
Bio je trener Marina Čilića kada je on osvojio svoj jedini Grand Slam naslov. Trenirao je i Miloša Raonića. Kasnije je bio trener Novaka Đokovića s kojim je osvojio Grand Slam naslov i vratio ga na prvo mjesto ATP ljestvice.

## Osobni život
Godine 2017. oženio je radijsku voditeljicu Nives Čanović s kojom ima sina Olivera.

## Nagrade i priznanja
- 1992. – Državna nagrada za šport "Franjo Bučar"
- 1995. – Red Danice hrvatske s likom Franje Bučara[11]
- 1997. – Nagrada Grada Splita za sportska dostignuća
- 2002. – Nagrada Fabjan Kaliterna
- 2017. – Red kneza Branimira s ogrlicom[12]

## Zanimljivosti
Škotski sastav We Are The Physics ima pjesmu pod nazivom "Goran Ivanisevic".

## Vanjske poveznice
- Profil na stranici ATP Toura (engl.)
- Profil na stranici Davisova kupa (engl.)
- Goran Ivanišević